# Callirhipis morgani
Callirhipis morgani is een keversoort uit de familie Callirhipidae. De wetenschappelijke naam van de soort is voor het eerst geldig gepubliceerd in 1928 door Pic.